# Очпанистли

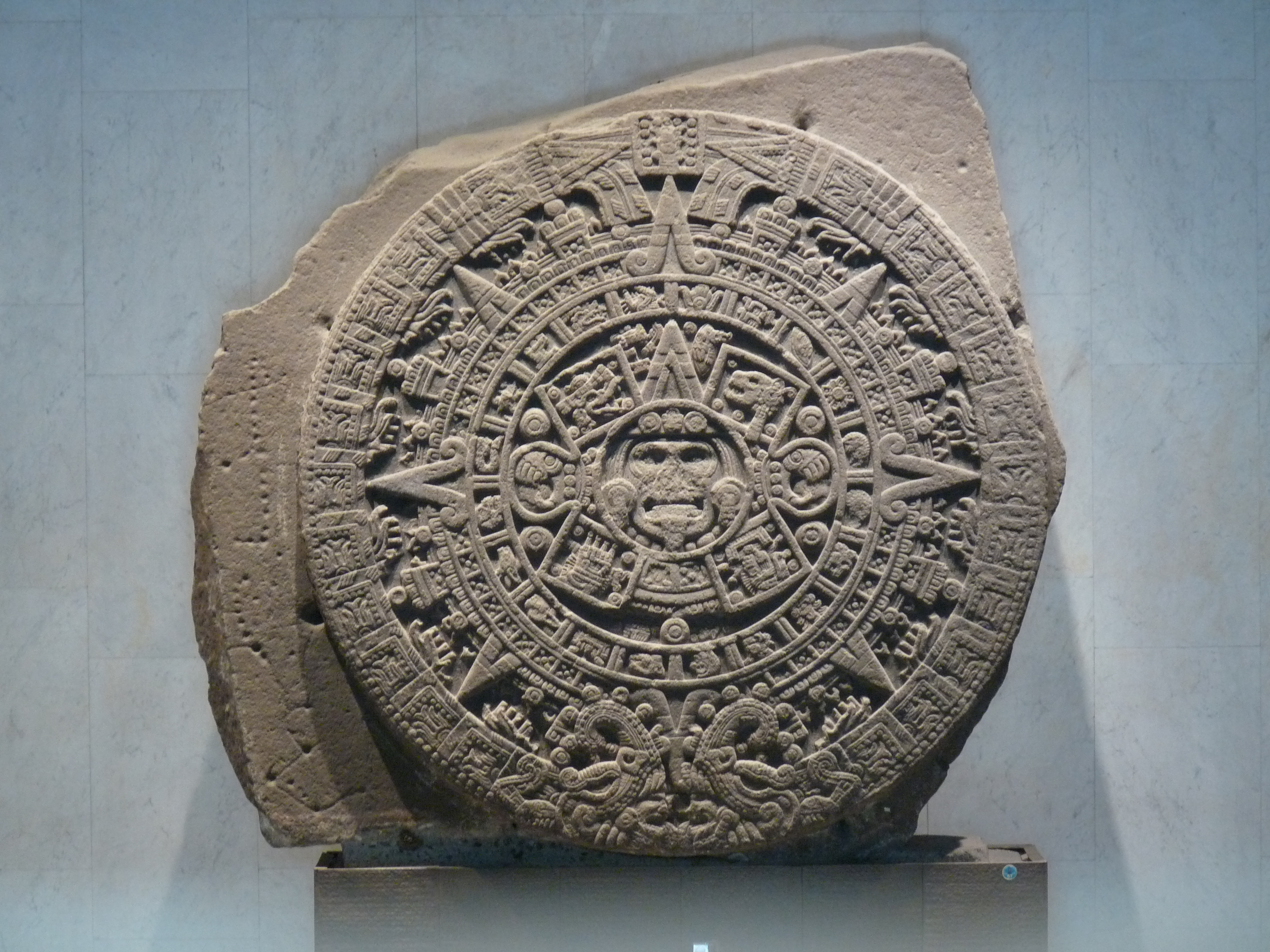
Монолит Камня Солнца, также называемый Календарём ацтеков (Национальный музей антропологии и истории, Мехико)

Очпанистли (аст. Ochpaniztli, в переводе: «Подметание дороги») — одиннадцатый двадцатидневный месяц («вейнтена») ацтекского календаря шиупоуалли, длившийся примерно с 1 по 20 сентября. Также название праздника, посвящённого божествам Тоси и Тласолтеотль, каждый год проводившегося в этом месяце.

## Календарь

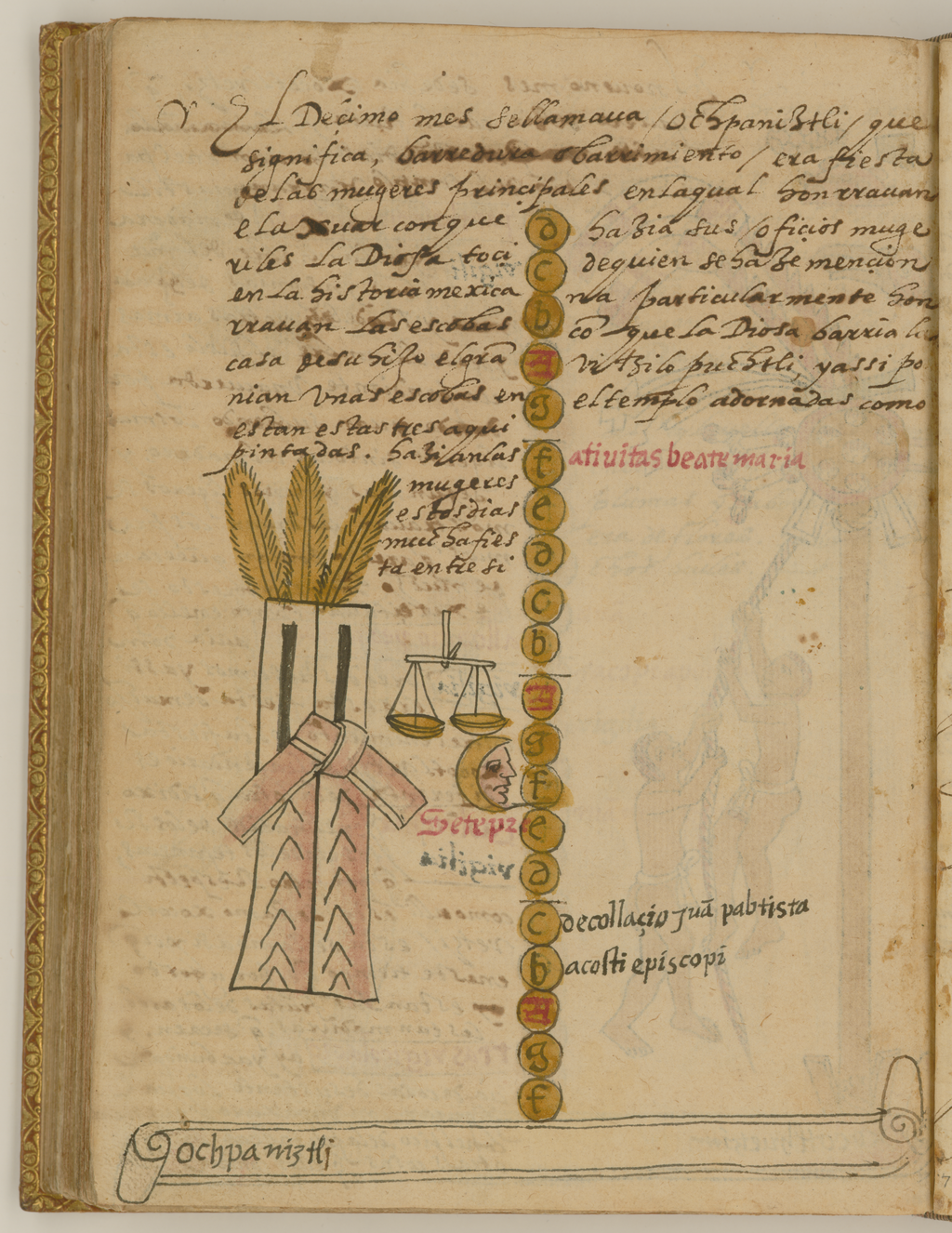
Изображение Очпанистли в Кодексе Товара

Календарь ацтеков состоял из двух циклов: шиупоуалли (аст. xiuhpohualli, что значит «счёт лет», соответствует хаабу у майя) и ритуального 260-дневного тональпоуалли (аст. tonalpohualli, что значит «счёт дней» или «счёт судеб», соответствует цолькину у майя). Шиупоуалли и тональпоуалли совпадали каждые 52 года, образуя так называемый «век», называвшийся «Новым Огнём». Ацтеки верили, что в конце каждого такого 52-летнего цикла миру угрожает опасность быть уничтоженным, поэтому начало нового ознаменовывалось особыми торжествами. Сто «веков», в свою очередь, составляли 5200-летнюю эру, называвшуюся «Солнцем».
365-дневный шиупоуалли состоял из 18 двадцатидневных «месяцев» (или veintenas) плюс дополнительные 5 дней в конце года. В некоторых описаниях календаря ацтеков говорится, что он также включал високосный год, который позволял календарному циклу оставаться в соответствии с одними и теми же аграрными циклами из года в год. Однако в других описаниях говорится, что високосный год был неизвестен ацтекам, и что соотношение месяцев и астрономического года со временем менялось.

## Праздник
Тласолтеотль — одна из важнейших мезоамериканских богинь-матерей, связанных с землёй, плодородием, сексуальным наслаждением, плодовитостью и родами. Тласолтеотль персонифицировала для ацтеков идею грехов (особенно супружеской измены) и покаяния. Очпанистли — время очищения для ацтеков. Как следует из названия месяца, подметанию и вообще уборке в это время уделялось большое внимание, что было отсылкой к порывам ветров, которые происходили в долине Мексики перед приходом зимних дождей, окончанием вегетационного периода и началом сезона сбора урожая. Ацтеки воздавали почести богам кукурузы и земли. Жрецы начинали очистительный пост, который длился 80 дней.
В честь Тоси, матери богов, богини земли и исцеления, приносили в жертву женщину старше детородного возраста, весь год до этого олицетворявшую богиню. После жертвоприношения кожу с неё сдирали, и жрец надевал её, как куртку. В течение праздника он представлял Тоси и занимал самое почётное место в обрядах и жертвоприношениях.
Очпанистли был не только временем сбора урожая, но и началом сезона войны, когда ацтеки готовились отправиться за пленниками, чтобы принести их в жертву богам, у которых никогда не было достаточного количества человеческого мяса для пропитания. Тоси, богиня раздора, любила резню и кровавые войны, и именно в её честь Очпанистли знаменовал начало сезона войны. Правитель города раздавал своим воинам знаки отличия, и воины совершали обряды на границах с вражескими территориями.

## Ритуалы
В течение первых пяти дней Очпанистли в Теночтитлане акцент делался на тишине и покое. На второй и четвёртый день на закате воины маршировали по городу, неся цветущие ветки, в полном молчании под барабанный бой. На пятый день женщины, занимавшиеся врачеванием или акушерством, выходили на улицы, чтобы принять участие в имитационных боях на улицах. Женщины атаковали друг друга с ветвями и цветами, чтобы женщина-ишиптлатли (персонификация) Тоси, «Наша бабушка», могла пройти по улицам к месту жертвоприношения. На роль ишиптлатли Тоси выбирали рабыню. Было очень важно, чтобы женщина, выбранная для того, чтобы умереть за Тоси, была ритуально чистой для жертвоприношения, поэтому её ежедневно очищали и охраняли другие женщины. Ишиптлатли держали в клетке, чтобы предотвратить её побег и гарантировать, что она не занималась сексом в течение двадцати дней до жертвоприношения, что сделало бы её «нечистой» жертвой. Имитация сражений между женщинами, когда они забрасывали друг друга шарами из листьев кактуса, мха, бархатцев и тростника, должна была рассмешить ишиптлатли (ей никогда не разрешалось плакать, поскольку считалось, что каждая слеза вызовет мертворождение или смерть воина в бою в следующем году).
Кульминацией праздника Очпанистли было принесение ишиптлатли в жертву: её клали на жертвенную плиту лицом к небу на храмовой пирамиде Повелителя кукурузы, завязывали рот, чтобы она не могла кричать, и медленно отпиливали голову обсидиановым ножом. Жрец надевал её кожу и с этого момента становился Тоси, его считали «женщиной» и обращались к нему, как к ней. Этот ритуал подчеркивал неоднозначную сексуальность богов, которые могли менять пол в зависимости от обстоятельств. У подножия пирамиды верховный жрец и воины приветствовали «Тоси». «Тоси» следовала к Великой пирамиде, а жители разбегались в притворном ужасе, когда она шла по улицам. На вершине храма жрецы венчали «Тоси» бумажной короной, наряжали в платье, украшали перьями и наносили макияж. Когда она была должным образом одета, «Тоси» приносила в жертву четырёх заключённых-мужчин, вырезая их сердца обсидиановым ножом.
Затем «Тоси» уходила, а человек, изображающий Сентеотля, Повелителя кукурузы, появлялся перед Великой пирамидой, чтобы принять парад воинов. В конце парада маска из человеческой кожи, срезанная с лица одной из жертв, отправлялась в знак вызова другому народу в ознаменование начала сезона войны. Воины пели и танцевали вокруг Великой пирамиды, в то время как женщины Теночтитлана ритуально оплакивали перспективу того, что их сыновья погибнут в грядущих битвах.
«Тоси» снова появлялась из Великой Пирамиды, и снова воины в притворном ужасе бежали от неё. Затем «Тоси» шла по улицам Теночтитлана к окраине города, где жрец снова «становился мужчиной», сняв с себя кожу убитой женщины. Когда «Тоси» снимала с себя кожу, это символизировало её трансформацию из доброй богини исцеления и здоровья в безжалостную богиню войны, пожирающую людей, которой никогда не хватало крови, чтобы напиться, и человеческого мяса, чтобы наесться.